# Dossena
Pour les articles homonymes, voir Dossena (homonymie).
Dossena est une commune italienne de la province de Bergame dans la région Lombardie en Italie.

## Administration
| Période                                  | Période | Identité | Étiquette | Qualité |
| ---------------------------------------- | ------- | -------- | --------- | ------- |
|                                          |         |          |           |         |
| Les données manquantes sont à compléter. |         |          |           |         |

### Communes limitrophes
Lenna, Roncobello, San Giovanni Bianco, San Pellegrino Terme, Serina.